# Trisopterus esmarkii
Trisopterus esmarkii (Nilsson, 1855), noto in italiano come merluzzetto norvegese, è un pesce osseo marino della famiglia Gadidae.

## Distribuzione e habitat
L'areale della specie comprende il nordest dell'Oceano Atlantico dall'Islanda all'Irlanda compreso il mar del Nord dove però è comune solo nella zona settentrionale. È presente nella parte sudoccidentale del mare di Barents. Ha abitudini semipelagiche e vive su fondi fangosi a profondità tra 100 e 200 metri.

## Descrizione
È piuttosto simile al merluzzetto bruno e al merluzzetto, con tre pinne dorsali, due pinne anali e un barbiglio sul mento. La sagoma è nettamente più allungata rispetto ai congeneri ed inoltre ha occhi visibilmente più grandi (il diametro dell'occhio è superiore alla lunghezza del muso) e la mascella inferiore è più lunga della superiore ed è sporgente. La colorazione è marrone chiara sul dorso che lungo i fianchi degrada sull'argenteo ed è biancastra sul ventre.
Misura eccezionalmente fino a 35 cm, la lunghezza media è di 19 cm.

## Biologia
Può vivere fino a 5 anni. Forma banchi fittissimi.

### Alimentazione
Si nutre soprattutto di crostacei planctonici come copepodi, eufausiacei, gamberetti e anfipodi. Può cibarsi anche di uova e larve pelagiche e piccoli pesci.

### Riproduzione
Si riproduce nella stagione primaverile tra 90 e 360 metri di profondità. Le uova e le larve sono pelagiche, gli individui si spostano presso il fondo a 5–6 cm di taglia.

## Pesca
È oggetto di pesca commerciale. Viene utilizzato soprattutto nell'industria dei mangimi.